# Humbug (cómic)
Buck Mitty, conocido como Humbug, es un personaje ficticio que aparece en los cómics estadounidenses publicados por Marvel Comics. Humbug era originalmente un supervillano, pero luego se convirtió en un superhéroe y miembro de Héroes de Alquiler.

## Historial de publicaciones
Humbug apareció por primera vez en Web of Spider-Man #19 (octubre de 1986).

## Biografía ficticia
Buck Mitty era profesor titular de entomología en la Universidad Empire State hasta que le cortaron la financiación.Desesperado por demostrar el valor del mundo de los insectos, así como por ganar suficiente riqueza para continuar su investigación, Mitty diseñó el disfraz de Humbug para lograr sus objetivos, por cualquier medio necesario. Humbug tenía la intención de comenzar su carrera robando un envío de perlas negras, pero un grupo de criminales se le adelantó y huyó cuando Spider-Man apareció para eliminarlos. A continuación apuntó a una transferencia de efectivo del gobierno mediante un vehículo blindado. Mientras vencía a los guardias y volaba el coche, no tenía forma de transportar el gran cargamento, ya que previamente había reventado uno de los neumáticos para evitar que escaparan. En ese momento, Spider-Man entró en escena y, después de una breve lucha, devolvió los sonidos de Humbug a sí mismo, destruyendo su equipo. Luego los policías se lo llevaron. La sentencia de Mitty fue conmutada por el tiempo cumplido y salió de prisión. El renovó su impresionante ataque entomológico, ahora dedicado a castigar a ESU por su traición. Primero él intentó robar algunas pinturas raras de su departamento de arte para financiar su investigación, pero descubrió que el departamento de arte había sido reubicado cuando irrumpió en el vestuario de mujeres. Avergonzado, él huyó del lugar.
Reagrupándose, él irrumpió en el edificio de física para robar algunas de las cerámicas superconductoras. El ruido de su asalto atrajo a Spider-Man, quien nuevamente devolvió el poder de Humbug a él, esta vez lanzándolo a través de una ventana. La telaraña de Spider-Man salvó a Mitty, pero Humbug lo distrajo haciendo explotar algunos coches de policía. Spider-Man rastreó a Humbug hasta su antiguo laboratorio de entomología, donde tomó como rehén a una mujer. Spider-Man le dio la vuelta a la situación, agarrando un frasco que contenía algunos de sus especímenes: "¡Deja ir a la chica, Humbug! ¡O estas cucarachas morirán gritando!" Humbug se rindió, consternado por la crueldad de Spider-Man, y fue enviado de regreso a la cárcel.
Más tarde, Humbug asistió a la sucursal de Springdale del Colegio de Abogados sin Nombre, donde se jactó del recién rediseñado Tomazooma.
En su especial one-shot llamado "Spider-Man: Bug Stops Here", Humbug atacó el Museo de Historia Natural de Nueva York para financiar su investigación intentando robar un raro amuleto de escarabajo. Spider-Man, estando presente en el momento del robo, se enfrentó a su antiguo enemigo. Spider-Man finalmente llevó a Humbug a un lugar del museo que fue dañado por termitas, y Humbug cayó por el suelo roto por esas termitas. Durante la caída, Humbug quedó inconsciente al aterrizar en el piso del nivel inferior.
Al descubrir que Humbug había renovado su ataque al museo, el mercenario conocido como Deadpool fue contratado por desconocidos para impedirlo. Deadpool finalmente alcanzó a Humbug, pero uno de los insectos compañeros de Humbug le advirtió del ataque. Humbug disparó ráfagas sónicas a Deadpool, provocando que el mercenario se volviera sordo y mudo. Furioso, Deadpool persiguió a Humbug hasta el dormitorio de una mujer. Luego, Deadpool intentó determinar la identidad secreta de Humbug y casi mata a dos hombres inocentes, antes de descubrir que la entomología era el estudio de los insectos y, por lo tanto, establecer la conexión entre Mitty y Humbug. Luego atacó a Humbug en su laboratorio, lo roció con miel y luego le arrojó un frasco de hormigas rojas sudamericanas. Humbug intentó en vano despedir a las hormigas bravas mientras lo devoraban, y después de unos minutos, Deadpool declaró que Humbug estaba muerto.
Sin embargo, aunque las hormigas se comieron la capa exterior de la piel de Humbug, él hizo un trato con ellas. Lo dejaron vivir y él les consiguió víctimas más jóvenes y sabrosas. Rodney, el líder de las hormigas, se quedó con Humbug después de esto.

### Héroes de Alquiler
Después de los acontecimientos de la Guerra Civil sobrehumana, Humbug comenzó a intentar redimirse,y al hacerlo se unió al nuevo equipo de superhéroes Héroes de Alquiler.Durante sus aventuras con el equipo, se gana la atención personal de los villanos Insecticida,y los Headmen.
Aparentemente es devorado por insectos gigantes mientras estaba en una misión en la Antártida,pero resulta que está vivo y coleando junto con nuevos poderes.Sin embargo, su personalidad cambia a medida que se obsesiona con servir a los insectos en la tierra.Los insectos le advierten que deben regresar a Nueva York porque Hulk y sus Warbound se acercan rápidamente.En la serie World War Hulk, Humbug se volvió contra la colmena de la Tierra y los Héroes de Alquiler para servir a la Reina Brood de los Warbound de Hulk, Sin-Nombre.Sin Nombre lo utiliza como huésped para sus óvulos en gestación.
Más tarde se reveló que la colmena de la Tierra sabía que Humbug se volvería contra ellos y, de hecho, lo utilizó como caballo de Troya para transportar a sus propios agentes a la colmena de la reina. Estos agentes luego dispararon a la reina con un rayo, afirmando después haberla esterilizado. Cuando la reina se regodeó de que sus colmenas estaban a punto de eclosionar dentro de Humbug, los agentes de la colmena de la Tierra revelaron que Humbug había sido envenenado de antemano, condenándolo tanto a él como a los huevos de la reina. Mientras tanto, mutado y muriendo en agonía, Humbug le rogó a Shang-Chi que tuviera piedad de matarlo. Shang-Chi accedió a su petición arrancándole la cabeza.
Los restos de Humbug bajo Nueva York sirvieron como material utilizado por los Señores de los Insectos de la Tierra Salvaje para crear a su agente Macrothrax, que vestía un traje con un casco muy similar al de su progenitor.

## Poderes y habilidades
Humbug utiliza algunas cintas de audio y una serie de amplificadores para transmitir los ruidos de varias especies de insectos, que pueden incapacitar a otros o dañar materiales.
A partir de su aparición en Deadpool, comenzó a demostrar la capacidad de comunicarse con los insectos.
Después de Heroes for Hire #9, Humbug recibió un aumento masivo en sus poderes, así como un exo-traje. Ha demostrado fuerza sobrehumana, velocidad, agilidad y sentidos, y la capacidad de comunicarse con cualquier insectoide en el mundo y posiblemente más allá de la Tierra.
Cuando la Gata Negra destruyó su casco, se reveló que su piel había adquirido la apariencia de un insecto.
Sin embargo, se reveló que el traje en sí estaba infestado de insectos de la colmena de la Tierra cuando al casco le salieron patas. El casco de insecto también mostró su capacidad de disparar un rayo láser,sugiriendo que la mayoría de las nuevas habilidades de Humbug provenían del exo-traje o de los insectos dentro de él.